# Едмънд Чишъл
Едмънд Чишъл (1671 – 1733) е английски духовник и антиквар.

## Биография
Той е син на Пол Чишъл и е роден в Ейуърт, Бедфордшир на 22 март 1670 или 1671 г.  Стипендиант на колежа Корпус Кристи, Оксфорд през 1687 г., където завършва бакалавърска степен през 1690 г., магистърска степен през 1693 г. и става сътрудник през 1696 г.
Назначен е за свещеник във фабриката на Турската компания в Смирна. Отплавайки от Англия с фрегатата Нептун на 10 февруари 1698 г., той пристига в Османската империя на 12 ноември 1698 г. Докато пребивава там, той прави обиколка на Ефес, като тръгва на 21 април 1699 г. и се завръща на 3 май. През 1701 г. посещава Константинопол. Възобновява своето свещенослужение през следващата година и напуска Смирна на 10 февруари 1701 или 1702 г., предприемайки пътуването си до дома през Галиполи и Адрианопол, където се присъединява към лорд Пейджет, който се връща от посолство във Високата порта.
Пътувайки като член на домакинството на посланика, Чишъл минава през българските земи, Влашко, Трансилвания, Унгария и Германия до Холандия. В Лайден той се сбогува с лорд Пейджет и се завръща сам в Англия.
Чишъл скоро след това става лектор на St. Olave Hart Street; жени се и напуска сътрудничеството си. След това се установява в Уолтъмстоу, Есекс. През 1711 г. е назначен за свещеник на кралицата.  На 1 септември 1708 г. му е осигурено препитание като викарий на Уолтъмстоу. Там се установява до края на живота си.
Чишъл умира в Уолтъмстоу на 18 май 1733 г. 

## Трудове
Чишъл води дневник, публикуван с помощта на Ричард Мийд. Той публикува в изобилие като учен, особено латински стихове, нумизматични произведения, бележки от пътуванията си и неговите Antiquitates Asiaticae (1728) – съвместна работа с Уилям Шерард, Антонио Пиченини, Жозеф Питон дьо Турнфор и други.
Като теолог Чишъл участва в дебата за безсмъртието на душата, атакувайки Хенри Додуел. Додуел отговаря на Чишъл и Самюъл Кларк в Expostulation, relating to the late insults of Mr Clark and Mr Chishull (1708).